# Campeonato Piauiense de Futebol de 2021
A Série A do Campeonato Piauiense de Futebol de 2021 foi a 81ª edição da principal divisão do futebol piauiense. Foi realizada e organizada pela Federação de Futebol do Piauí e disputada por 8 clubes entre 20 de fevereiro e 22 de maio. O campeonato atribuiu duas vagas para a Copa do Brasil de 2022 e uma para a Copa do Nordeste de 2022, além de duas vagas para a Série D do Brasileiro de 2022.
Devido a pandemia de COVID-19, o campeonato não conta com a presença de público.

## Regulamento
O campeonato será disputado por oito clubes e em duas fases distintas: primeira fase (fase classificatória) e fase final (decisão). A fase de classificação será disputada no sistema de pontos corridos, em turno e returno (rodadas em jogos de ida e volta), num total de 14 jogos para cada time. Ao final das 14 rodadas, os dois primeiros colocados da tabela serão classificados à fase final (decisão em dois jogos) e os dois últimos colocados serão rebaixados à Série B de 2022. A fase final, onde teremos a definição do campeão e do vice-campeão, será disputada no sistema mata-mata em dois jogos de ida e volta, com a vantagem do mando de campo do time de melhor campanha na fase classificatória.
O campeão ganhará uma das vagas para a Copa do Brasil de 2022, uma vaga para a Copa do Nordeste de 2022 e uma vaga para a Série D do Brasileiro de 2022. Ao vice-campeão será ofertada a segunda vaga para participação na Copa do Brasil de 2022 e a segunda vaga para a Série D de 2022.

### Critérios de desempate
Caso haja empate em pontos ganhos, serão aplicados os critérios de desempate na seguinte ordem:
1. Maior número de vitórias;
2. Maior saldo de gols;
3. Maior número de gols marcados;
4. Menor número de cartões amarelos;
5. Menor número de cartões vermelhos;
6. Sorteio.

## Equipes participantes
| Equipe        | Cidade   | Em 2020 | Estádio (capacidade)      | Material Esportivo     | Títulos             | Part. |
| ------------- | -------- | ------- | ------------------------- | ---------------------- | ------------------- | ----- |
| 4 de Julho    | Piripiri | 1º      | Arena Ytacoatyara (5 830) | Usocontinuo            | 4 (último em 2020)  | 31    |
| Altos         | Altos    | 3º      | Felipe Raulino (3 000)    | Pratic Sport           | 2 (último em 2018)  | 6     |
| Flamengo-PI   | Teresina | 6º      | Lindolfo Monteiro (5 144) |                        | 17 (último em 2009) | 73    |
| Fluminense-PI | Teresina | 1º (B)  | Alberto Silva (52 296)    | Onix Sports            | 0 (não possui)      | 19    |
| Parnahyba     | Parnaíba | 4º      | Pedro Alelaf (4 146)      | KSJ Confecções         | 13 (último em 2013) | 52    |
| Picos         | Picos    | 2º      | Helvídio Nunes (5 000)    | Pratic Sport           | 4 (último em 1998)  | 28    |
| River-PI      | Teresina | 5º      | Alberto Silva (52 296)    | Carijó (marca própria) | 31 (último em 2019) | 74    |
| Tiradentes-PI | Teresina | 2º (B)  | Lindolfo Monteiro (5 144) | Rakel Sports           | 5 (último em 1990)  | 22    |

## Primeira fase
| 1 | Altos         | 26 | 14 | 7 | 5 | 2 | 23 | 17 | +6 |
| 2 | Fluminense-PI | 24 | 14 | 7 | 3 | 4 | 22 | 15 | +7 |
| 3 | 4 de Julho    | 23 | 14 | 6 | 5 | 3 | 20 | 13 | +7 |
| 4 | Flamengo-PI   | 19 | 14 | 5 | 4 | 5 | 19 | 20 | –1 |
| 5 | Parnahyba     | 17 | 14 | 4 | 5 | 5 | 17 | 23 | –6 |
| 6 | River-PI      | 16 | 14 | 4 | 4 | 6 | 15 | 20 | –5 |
| 7 | Tiradentes-PI | 15 | 14 | 4 | 3 | 7 | 14 | 17 | −3 |
| 8 | Picos         | 11 | 14 | 2 | 5 | 7 | 11 | 16 | −5 |

|  |                              |
|  | Classificados para as Finais |
|  | Eliminados                   |
|  | Rebaixados                   |

| 4 de Julho    | —   | 3–4 | 3–1 | 1–2 | 0–1 | 1–1 | 0–0 | 2–1 |
| Altos         | 0–4 | —   | 1–1 | 2–0 | 3–1 | 1–1 | 0–0 | 2–0 |
| Flamengo-PI   | 0–1 | 4–0 | —   | 0–4 | 1–2 | 0–0 | 3–2 | 2–1 |
| Fluminense-PI | 0–0 | 0–2 | 1–1 | —   | 4–0 | 2–1 | 1–2 | 0–1 |
| Parnahyba     | 1–1 | 1–1 | 3–1 | 1–1 | —   | 1–0 | 1–1 | 1–1 |
| Picos         | 0–1 | 1–1 | 0–1 | 2–3 | 2–1 | —   | 0–1 | 1–0 |
| River-PI      | 2–2 | 0–3 | 0–2 | 1–2 | 3–2 | 3–2 | —   | 0–1 |
| Tiradentes-PI | 0–1 | 1–3 | 2–2 | 1–2 | 4–1 | 0–0 | 1–0 | —   |

|  |                     |  |        |  |                      |
|  | Vitória do Mandante |  | Empate |  | Vitória do Visitante |

### Tabela de jogos
| Sábado, 20 de fevereiro | Parnahyba        | 1 – 0 | Picos | Parnaíba              |  |
| 16:00                   | Raphael 37' (og) |       |       | Estádio: Pedro Alelaf |  |

| Domingo, 21 de fevereiro | 4 de Julho | 1 – 2 | Fluminense-PI              | Piripiri                   |  |
| 9:00                     | Eraldo 63' |       | Bismarck 42' · Alisson 61' | Estádio: Arena Ytacoatyara |  |

| Domingo, 21 de fevereiro | Altos                | 1 – 1 | Flamengo-PI | Piripiri                   |  |
| 15:45                    | Manoel Cristiano 89' |       | Waldir 14'  | Estádio: Arena Ytacoatyara |  |

| Quinta-feira, 11 de março | River-PI | 0 – 1 | Tiradentes-PI       | Teresina                  |  |
| 15:45                     |          |       | Francisco 07' (pen) | Estádio: Estádio Albertão |  |

| Quarta-feira, 24 de fevereiro | Fluminense-PI | 0 – 2 | Altos                    | Teresina                  |  |
| 15:45                         |               |       | Leonardo 34' · Tiago 76' | Estádio: Estádio Albertão |  |

| Quarta-feira, 24 de fevereiro | Tiradentes-PI | 0 – 1 | 4 de Julho          | Teresina                   |  |
| 15:45                         |               |       | Raimundo Nonato 02' | Estádio: Lindolfo Monteiro |  |

| Quarta-feira, 24 de fevereiro | Picos | 0 – 1 | River-PI               | Picos                   |  |
| 16:00                         |       |       | Antônio Wellington 09' | Estádio: Helvídio Nunes |  |

| Quinta-feira, 25 de fevereiro | Flamengo-PI      | 1 – 2 | Parnahyba                            | Teresina                   |  |
| 16:00                         | Fabio Junior 23' |       | Jânio Junior 20' · Luan Thalison 93' | Estádio: Lindolfo Monteiro |  |

| Domingo, 28 de fevereiro | River-PI | 0 – 2 | Flamengo-PI                          | Teresina                  |  |
| 9:00                     |          |       | Wembley Luiz 93' · Carlos Mendes 94' | Estádio: Estádio Albertão |  |

| Domingo, 28 de fevereiro | Parnahyba        | 1 – 1 | Fluminense-PI | Parnaíba              |  |
| 16:00                    | Jânio Daniel 95' |       | Lindomar 39'  | Estádio: Pedro Alelaf |  |

| Segunda-feira, 1 de março | Parnahyba | 0 – 0 | Picos | Teresina                   |  |
| 16:00                     |           |       |       | Estádio: Lindolfo Monteiro |  |

| Quarta-feira, 31 de março | Altos | 0 – 4 | 4 de Julho                                                               | Teresina                   |  |
| 15:45                     |       |       | Eraldo 35' (pen) · Eduardo 45' · João Pedro 68' · Francisco Lisvaldo 82' | Estádio: Lindolfo Monteiro |  |

| Sábado, 6 de março | Fluminense-PI     | 1 – 2 | River-PI               | Teresina                  |  |
| 15:45              | Alisson 55' (pen) |       | Jader 51' · Wilson 89' | Estádio: Estádio Albertão |  |

| Sábado, 6 de março | Flamengo-PI | 0 – 0 | Picos | Teresina                   |  |
| 17:50              |             |       |       | Estádio: Lindolfo Monteiro |  |

| Domingo, 14 de março | 4 de Julho | 0 – 1 | Parnahyba              | Piripiri                   |  |
| 9:00                 |            |       | Jânio Daniel 52' (pen) | Estádio: Arena Ytacoatyara |  |

| Quarta-feira, 17 de março | Altos                           | 2 – 0 | Tiradentes-PI | Altos                   |  |
| 15:30                     | Manoel 38' · Carlos Alberto 42' |       |               | Estádio: Felipe Raulino |  |

| Quarta-feira, 3 de março | River-PI                     | 2 – 2 | 4 de Julho                          | Teresina                  |  |
| 16:00                    | Wilson 08' · José Brasil 24' |       | José Antônio 54' (og) · Weliton 84' | Estádio: Estádio Albertão |  |

| Quarta-feira, 3 de março | Parnahyba              | 1 – 1 | Altos         | Parnaíba              |  |
| 16:00                    | Jânio Junior 95' (pen) |       | Klenisson 65' | Estádio: Pedro Alelaf |  |

| Segunda-feira, 22 de março | Tiradentes-PI                                 | 2 – 2 | Flamengo-PI                         | Teresina                   |  |
| 15:45                      | José Audálio 13' (pen) · Matheus Medeiros 24' |       | Waldir 41' · Raimundo Rodrigues 80' | Estádio: Lindolfo Monteiro |  |

| Quarta-feira, 24 de março | Picos                                     | 2 – 3 | Fluminense-PI                                | Picos                   |  |
| 15:45                     | Francisco Jairo 43' · Raphael Barbosa 48' |       | Eduardo 30' (pen) · Bismarck 81' · Hiago 86' | Estádio: Helvídio Nunes |  |

| Sábado, 3 de abril | Fluminense-PI       | 1 – 1 | Flamengo-PI            | Teresina                  |  |
| 15:45              | Geraldo Santana 13' |       | Fabio Junior 21' (pen) | Estádio: Estádio Albertão |  |

| Terça-feira, 6 de abril | Parnahyba  | 1 – 1 | Tiradentes-PI | Parnaíba              |  |
| 15:45                   | Danilo 72' |       | Jocivan 23'   | Estádio: Pedro Alelaf |  |

| Quarta-feira, 7 de abril | Altos | 0 – 0 | River-PI | Piripiri                   |  |
| 15:45                    |       |       |          | Estádio: Arena Ytacoatyara |  |

| Quarta-feira, 28 de abril | 4 de Julho       | 1 – 1 | Picos               | Piripiri                   |  |
| 15:45                     | Vitor Recife 40' |       | Junior Juazeiro 46' | Estádio: Arena Ytacoatyara |  |

| Quarta-feira, 24 de março | River-PI                                   | 3 – 2 | Parnahyba                    | Teresina                  |  |
| 15:45                     | Allan Patrick 38' · Wilson 70' · Jader 80' |       | Danilo 40' · Caio Matias 81' | Estádio: Estádio Albertão |  |

| Domingo, 11 de abril | Tiradentes-PI           | 1 – 2 | Fluminense-PI               | Teresina                  |  |
| 15:45                | Francisco Jozielson 37' |       | Lindomar 03' · Bismarck 95' | Estádio: Estádio Albertão |  |

| Quarta-feira, 14 de abril | Picos              | 1 – 1 | Altos            | Picos                   |  |
| 15:45                     | Lazaro Gabriel 01' |       | Lucas Campos 07' | Estádio: Helvídio Nunes |  |

| Quarta-feira, 5 de maio | Flamengo-PI | 0 – 1 | 4 de Julho   | Teresina                  |  |
| 15:45                   |             |       | Hiltinho 31' | Estádio: Estádio Albertão |  |

| Quarta-feira, 14 de abril | Tiradentes-PI        | 1 – 0 | River-PI | Teresina                  |  |
| 15:45                     | Matheus Medeiros 58' |       |          | Estádio: Estádio Albertão |  |

| Sábado, 17 de abril | Picos                                          | 2 – 1 | Parnahyba        | Picos                   |  |
| 15:45               | Lazaro Gabriel 33' · Raphael Barbosa 70' (pen) |       | Jânio Daniel 50' | Estádio: Helvídio Nunes |  |

| Domingo, 18 de abril | Fluminense-PI | 0 – 0 | 4 de Julho | Teresina                  |  |
| 9:00                 |               |       |            | Estádio: Estádio Albertão |  |

| Quarta-feira, 28 de abril | Flamengo-PI                                           | 4 – 0 | Altos | Teresina                  |  |
| 15:45                     | Waldir 01' · André Beleza 06' · Palito 79' · Levi 84' |       |       | Estádio: Estádio Albertão |  |

| Quarta-feira, 21 de abril | River-PI                                   | 3 – 2 | Picos                           | Teresina                  |  |
| 9:00                      | Clennyson 04' · Ikson 49' · Kevanylson 87' |       | Lazaro Gabriel 70' · Caique 85' | Estádio: Estádio Albertão |  |

| Quarta-feira, 21 de abril | Parnahyba                        | 3 – 1 | Flamengo-PI      | Parnaíba              |  |
| 15:45                     | Jânio Daniel 03', 13', 61' (pen) |       | Diego Santos 54' | Estádio: Pedro Alelaf |  |

| Quarta-feira, 21 de abril | 4 de Julho                           | 2 – 1 | Tiradentes-PI      | Piripiri                   |  |
| 15:45                     | Eduardo 16' · Francisco Lisvaldo 54' |       | David Leonardo 06' | Estádio: Arena Ytacoatyara |  |

| Quarta-feira, 5 de maio | Altos                       | 2 – 0 | Fluminense-PI | Altos                   |  |
| 15:45                   | Klenisson 03' · Betinho 75' |       |               | Estádio: Felipe Raulino |  |

| Sábado, 24 de abril | Fluminense-PI                                     | 4 – 0 | Parnahyba | Teresina                  |  |
| 15:45               | Bismarck 10', 26' (pen) · Lopeu 35' · Alisson 94' |       |           | Estádio: Estádio Albertão |  |

| Domingo, 25 de abril | Flamengo-PI                               | 3 – 2 | River-PI                  | Teresina                  |  |
| 9:00                 | Waldir 22' · Audálio 37' · João Paulo 95' |       | Robinho 55' · Juninho 85' | Estádio: Estádio Albertão |  |

| Domingo, 25 de abril | Picos               | 1 – 0 | Tiradentes-PI | Picos                   |  |
| 15:45                | Raphael Freitas 03' |       |               | Estádio: Helvídio Nunes |  |

| Domingo, 25 de abril | 4 de Julho                        | 3 – 4 | Altos                     | Piripiri                   |  |
| 15:45                | Esquerdinha 11' · Etinho 66', 79' |       | Manoel 14', 37', 56', 63' | Estádio: Arena Ytacoatyara |  |

| Sábado, 1 de maio | River-PI   | 1 – 2 | Fluminense-PI               | Teresina                  |  |
| 15:45             | Ikson :31' |       | Juninho 15' · Gleisinho 54' | Estádio: Estádio Albertão |  |

| Sábado, 1 de maio | Parnahyba   | 1 – 1 | 4 de Julho      | Parnaíba              |  |
| 15:45             | Radamés 75' |       | Esquerdinha 06' | Estádio: Pedro Alelaf |  |

| Domingo, 2 de maio | Tiradentes-PI      | 1 – 3 | Altos                                    | Teresina                  |  |
| 15:45              | Júnior Saudade 86' |       | Klenisson 09' · Manoel 64' · Betunho 78' | Estádio: Estádio Albertão |  |

| Domingo, 2 de maio | Picos | 0 – 1 | Flamengo-PI | Picos                   |  |
| 15:45              |       |       | Waldir 06'  | Estádio: Helvídio Nunes |  |

| Domingo, 9 de maio | Fluminense-PI             | 2 – 1 | Picos       | Teresina                  |  |
| 10:00              | Juninho 11' · Eduardo 15' |       | Edvaine 24' | Estádio: Estádio Albertão |  |

| Domingo, 9 de maio | Flamengo-PI                   | 2 – 1 | Tiradentes-PI       | Teresina                  |  |
| 15:45              | André Beleza 80' · Waldir 88' |       | Lucas Pederzoli 14' | Estádio: Estádio Albertão |  |

| Domingo, 9 de maio | 4 de Julho | 0 – 0 | River-PI | Piripiri                   |  |
| 15:45              |            |       |          | Estádio: Arena Ytacoatyara |  |

| Domingo, 9 de maio | Altos                         | 3 – 1 | Parnahyba        | Teresina                   |  |
| 15:45              | Manoel 49', 71' · Betinho 86' |       | Jânio Daniel 68' | Estádio: Lindolfo Monteiro |  |

| Quarta-feira, 12 de maio | Picos | 0 – 1 | 4 de Julho   | Picos                   |  |
| 15:45                    |       |       | Hiltinho 50' | Estádio: Helvídio Nunes |  |

| Quarta-feira, 12 de maio | Tiradentes-PI                                                               | 4 – 1 | Parnahyba | Teresina                   |  |
| 15:45                    | Matheus Medeiros 11', 69' · Lauro Balotelli 54' · Lucas Pederzoli 59' (pen) |       | Renan 13' | Estádio: Lindolfo Monteiro |  |

| Quarta-feira, 12 de maio | River-PI | 0 – 3 | Altos                                          | Teresina          |  |
| 15:45                    |          |       | Betinho 18' · Manoel 69' · Juninho Arcanjo 72' | Estádio: Albertão |  |

| Quinta-feira, 13 de maio | Flamengo-PI | 0 – 4 | Fluminense-PI                                       | Teresina          |  |
| 15:45                    |             |       | Gleissinho 15' · Lopeu 18', 49' · Eduardo 37' (pen) | Estádio: Albertão |  |

| Domingo, 16 de maio | Fluminense-PI | 0 – 1 | Tiradentes-PI       | Teresina                  |  |
| 9:00                |               |       | 39' Lucas Pederzoli | Estádio: Estádio Albertão |  |

| Domingo, 16 de maio | 4 de Julho                             | 3 – 1 | Flamengo-PI            | Piripiri                   |  |
| 9:00                | Cinelton 32' · Hiltinho 49' · Dudu 57' |       | 15' (pen) André Beleza | Estádio: Arena Ytacoatyara |  |

| Domingo, 16 de maio | Altos       | 1 – 1 | Picos           | Teresina                   |  |
| 9:00                | Cesinha 55' |       | 59' Bruno Ocara | Estádio: Lindolfo Monteiro |  |

| Domingo, 16 de maio | Parnahyba   | 1 – 1 | River-PI            | Parnaíba              |  |
| 9:00                | Radames 50' |       | 56' Marcelo Nicácio | Estádio: Pedro Alelaf |  |

## Fase final
A fase final será realizada entre os dois primeiros clubes colocados na tabela da fase classificatória, que decidirão em duas partidas de ida e volta, com a vantagem do mando de campo do time de melhor campanha na fase classificatória. Se, ao final da segunda partida, houver empate em número de pontos ganhos e em saldo de gols nestes dois jogos, o campeão será conhecido através de cobranças de penalidades máximas.

### Jogo de ida
| 19 de maio de 2021 | Fluminense-PI | 1 – 2 | Altos                    | Teresina                                     |  |
| 20:00 (UTC−3)      | Matheus 46'   |       | Betinho 42' · Manoel 46' | Estádio: Estádio Albertão Árbitro: A definir |  |

### Jogo de volta
| 23 de maio de 2021 | Altos                        | 3 – 0 | Fluminense-PI | Piripiri                                      |  |
| 16:00 (UTC−3)      | Betinho 3' · Manoel 78', 80' |       |               | Estádio: Arena Ytacoatyara Árbitro: A definir |  |

## Premiação
| Campeonato Piauiense de Futebol de 2021 |
| --------------------------------------- |
| Altos Campeão (3.º título)              |

## Estatísticas

### Artilharia
| Gols | Jogador          | Equipe        |
| ---- | ---------------- | ------------- |
| 13   | Manoel Cristiano | Altos         |
| 7    | Jânio            | Parnahyba     |
| 7    | Betinho          | Altos         |
| 6    | Waldir           | Flamengo-PI   |
| 5    | Bismarck         | Fluminense-PI |
| 4    | Juninho Rosa     | Fluminense-PI |
| 4    | Esquerdinha      | 4 de Julho    |
| 4    | Matheus          | Tiradentes-PI |